# Gao (Mali)
Pour les articles homonymes, voir Gao.
Gao est une ville une commune urbaine malienne, chef-lieu du cercle de Gaoet de la région de Gao.

## Situation
Elle se situe à 600 km à l'est de la région de Mopti. et à 613 km au Nord-Est de la région de Tombouctou. Située sur le fleuve Niger, la ville de Gao compte 243 689 habitants En 2024, Ses habitants sont appelés les Gaonais et les Gaonaises. C'est la 7e ville la plus peuplée malienne.

## Histoire

### Fondation
Gao est une ville au Mali fondée au VIIe siècle au temps de l'empire de Gao. Elle doit sa prospérité à sa situation de carrefour fluvial et caravanier. La « route des chars » qui part au Ve siècle avant l'ère commune du Fezzan (Libye actuelle) au fleuve Niger s'achève dans les environs de l'actuelle Gao. Le site est donc, dès l'Antiquité, en situation de carrefour entre le Sahel et les régions du centre saharien. Les poids utilisés pour les pesées marchandes les plus anciens qui sont retrouvés à Gao ne correspondent ni au système des poids et mesures d'Andalousie ni à ceux de la Tunisie médiévale, contrairement à ceux retrouvés sur les autres sites archéologiques des villes caravanières. Il est probable que Gao fut donc d'abord un centre commercial régional, en lien avec les mines de cuivre de l'Aïr, plutôt qu'avec les grands oasis marchands de l'aire berbero-musulmane.

### Période des empires
Au Xe siècle, la ville devient la capitale politique des Songhaï qui ont fondé l'empire de Gao, en lieu et place de Koukia, située plus en aval du fleuve, mais qui restera jusqu'au XVIe siècle la capitale spirituelle et religieuse des différentes constructions politiques songhaï (d'abord royaume de Gao, ensuite empire songhaï des Sy et des Askias). Gao, excentrée par rapport aux grands axes du commerce caravanier transsaharien, garde un héritage animiste antéislamique plus fort que ses consœurs Djenné, Oualata et Tombouctou.
L'empire du Mali a ensuite conquis Gao en 1325, tout en laissant s'appliquer les lois songhaï. Gao est ensuite (1464) devenue le centre d'un empire, l'empire songhaï, sous l'action de Sonni Ali Ber. La ville de Gao est une capitale prospère de 70 000 personnes. L'invasion marocaine de 1591 a largement détruit la ville, qui est restée de taille relativement moyenne jusqu'à la période de colonisation française aux XIXe siècle et XXe siècle.
Gao fut, jusqu'au XVIe siècle et la destruction de l'empire songhaï (1591), un important centre commercial, car elle est située sur la route des caravanes qui assuraient le commerce transafricain sur le fleuve Niger, voie de communication majeure de l'Afrique occidentale. Une miniature jadis exposée au Musée des arts africains et océaniens montre l'activité d'un ancien[Quand ?] marché de cette ville.
Son affaiblissement politique lors de la mise en place du Pachalik de Tombouctou entraîne également le repli commercial sur l'aire régionale. Gao reste un carrefour privilégié entre le monde saharien et le Sahel, elle garde son statut de ville caravanière majeure sur l'axe ouest-est, jouant en particulier un rôle de transmission de l'Islam à destination des cités haoussa (Nord Nigeria actuel).

### Époque moderne (XVIesiècle-XXesiècle)
La ville de Gao amorça son déclin lorsque les grands navires européens se mirent à contourner l'Afrique, rendant non compétitives économiquement les caravanes qui la traversaient. Mais elle garde, à l'instar de Tombouctou ou Samarcande, qui ont décliné pour la même raison, une place dans l'imaginaire collectif.
Gao est parcourue par la mission Hourst en 1896 et conquise par l'armée coloniale française en décembre 1898.
Alors que le Soudan français est une colonie française, Gao devient par la loi française du 18 novembre 1955, une commune de moyen exercice, dirigée par un maire, fonctionnaire nommé par le chef de territoire, assisté d’un conseil municipal élu par un collège unique. La loi du 2 mars 1966 donne un statut commun à toutes les communes créées avant l’indépendance du Mali en 1960. Un conseil municipal élu désigne en son sein le maire et un ou plusieurs adjoints.

### Conflits sahariens duXXIesiècle
Lors de l'insurrection de 2012, la ville tombe sous le contrôle du Mouvement national pour la libération de l'Azawad (MNLA) le 31 mars 2012. Le 6 avril 2012, par un communiqué publié sur son site, le MNLA y déclare proclamer « irrévocablement l’État indépendant de l’Azawad ». Le MNLA est bientôt supplanté par des mouvements islamistes plus radicaux, comme Ansar Dine, et surtout le MUJAO qui contrôlent la ville et y instaurent la charia. À la suite de l'engagement militaire de la France en janvier 2013 dans le cadre de l'opération Serval, l'armée française, appuyée par celle du Mali, reprend le contrôle de la zone de l'aéroport de Gao et du pont de Wabaria, le 26 janvier 2013 puis plus tard dans la journée de l'ensemble de la ville après quelques combats contre des unités résiduelles, entrainant entre une quinzaine et vingt-cinq morts dans les rangs djihadistes. La libération de la ville par les troupes franco-maliennes est accueillie avec enthousiasme par la population, le maire Sadou Diallo est restauré dans ses fonctions le jour même en regagnant la ville, et rapidement des troupes en provenance du Tchad et du Niger prennent position pour assurer le contrôle de Gao alors que l'armée française continue son avancée vers le nord du pays.
Dans les jours qui suivent la reprise de la ville par le gouvernement de Bamako, plusieurs attaques et attentats suicides menés par le MUJAO frappent Gao et nécessitent l'intervention de l'armée malienne et de l'aviation française détruisant de nombreuses infrastructures (marché, lignes électriques). Durant les mois qui suivent, les troupes nigériennes sont chargées par la MINUSMA, avec des éléments français, de sécuriser la ville.

## Géographie

### Climat
La ville connait un climat désertique chaud, classé BWh dans la classification de Köppen.
| Mois                                | jan.  | fév.  | mars  | avril | mai   | juin  | jui.  | août | sep.  | oct.  | nov.  | déc.  | année |
| ----------------------------------- | ----- | ----- | ----- | ----- | ----- | ----- | ----- | ---- | ----- | ----- | ----- | ----- | ----- |
| Température minimale moyenne (°C)   | 13,5  | 14,7  | 21,6  | 25,3  | 29,7  | 27,1  | 28,1  | 26,5 | 26,1  | 26,5  | 21,1  | 16,8  | 23,1  |
| Température moyenne (°C)            | 23,7  | 26,5  | 30,2  | 34    | 36,3  | 35,8  | 33,3  | 31,6 | 32,9  | 33    | 28,7  | 25    | 30,9  |
| Température maximale moyenne (°C)   | 27,8  | 30,9  | 37,8  | 39,4  | 43    | 37,7  | 38,7  | 36,8 | 36,7  | 37,8  | 34,4  | 30,9  | 36    |
| Ensoleillement (h)                  | 161,5 | 155,9 | 184,2 | 165,4 | 167,4 | 123,9 | 117,9 | 173  | 163,1 | 200,4 | 197,8 | 179,5 | 1 990 |
| Précipitations (mm)                 | 8,5   | 8     | 0,4   | 1,5   | 107   | 32    | 69,1  | 78,8 | 47,5  | 22,7  | 0     | 0     | 375,4 |
| Nombre de jours avec précipitations | 1,5   | 1     | 2     | 2     | 2,1   | 4     | 7,1   | 8,2  | 5,1   | 2,6   | 0     | 0     | 35,6  |

## Administration et politique
| Année | Maire élu            | Parti politique |
| ----- | -------------------- | --------------- |
| 2004  | Alassane Ali Touré   | RPM             |
| 2009  | Sadou Harouna Diallo | Indépendant     |
| 2016  | Boubacar Dacka       | RPM             |

### Jumelage et coopération
Gao est jumelée avec Thionville en France. Par ailleurs, une opération de coopération décentralisée dans le domaine de l'assainissement et des déchets est menée par le centre international de l'Eau de Nancy (NanciEau) en partenariat avec l'Association internationale des maires francophones (AIMF).

## Démographie
Le territoire de la commune de Gao est restreint et entièrement urbanisé et l'aire urbaine déborde au sud avec la banlieue de Bagoundé située sur la commune de Gounzoureye. La densité de la population, au recensement de 2009, atteint ainsi 13 928 habitants/km2 avec 86 353 habitants pour 6,2 km2. La croissance démographique de la ville est très soutenue et atteint, entre 1998 et 2009, 4,7%.
| 1976   | 1987   | 1998   | 2009   |
| ------ | ------ | ------ | ------ |
| 30 714 | 55 266 | 52 201 | 86 353 |

## Économie
La ville de Gao possède un aéroport international ouvert une grande partie de l'année. Elle reste une voie de communication importante sur le fleuve Niger où transitent hommes et marchandises.
Le tourisme prend de plus en plus d'importance et constitue une source importante de revenus. La ville possède en effet un patrimoine notable, notamment avec le tombeau des Askias inscrit au patrimoine de l'UNESCO depuis janvier 2005. La dune rose, nommée ainsi en raison des lumières du coucher du soleil, le long du fleuve Niger est située aux portes du désert, et constitue également une attraction pour les visiteurs qui descendent le fleuve.
Depuis le 22 septembre 2006, le pont de Wabaria enjambe le Niger, remplaçant ainsi le bac. Il contribue à l'essor de Gao, le pont le plus proche en aval se trouvant à Niamey au Niger (500 km environ), et ceux en amont à Markala (barrage-pont de Sansanding) (900 km environ) puis Bamako (1 100 km environ).
Gao est relié à Koulikoro par la Compagnie malienne de navigation, pendant la saison des hautes eaux du Niger, soit de quatre à cinq mois par an.

## Culture et patrimoine
La mosquée Kankou Moussa est construite au XIVe siècle à Gao par l'architecte Abou Ishaq es-Sahéli. En 2004, l'UNESCO reconnaît le tombeau des Askia comme un des sites du patrimoine mondial. Grâce à ce classement, le tombeau des Askia est maintenant protégé et la ville de Gao reçoit depuis une aide financière pour développer son projet relatif au site.
La 7e édition du Festival des arts et cultures songhay s’est tenu du 9 au 12 février 2007 à Gao.

## Les mosquées de Gao

### Modèles régionaux
Les mosquées de la boucle du Niger et de la steppe pré-saharienne forment un ensemble correspondant à l'extrémité nord du Sahel, en contact direct avec le désert. La façade principale des mosquées de la boucle du Niger est lisse, sans éléments verticaux, et les terrasses à merlons sont rares. Sur la façade extérieure, le mihrab forme une saillie basse terminée par une pointe conique, mais n'est pas surmonté d'une tour. À l'intérieur de la mosquée, les piliers sont massifs, il n'y a pas d'arcades et peu de décorations murales. Seul le minaret se détache de ces bâtiments plutôt bas. En résumé, ce groupe de mosquées se trouve principalement dans le nord du Mali et du Niger et est l'apanage des populations songhay et touareg. Il se caractérise par un minaret, une tour mihrab conique basse et saillante, la rareté des contreforts et des créneaux, et des supports massifs dans la salle de prière, comme dans les mosquées de Sankoré et de Sidi Yahya à Tombouctou et de Tendirma au Mali.

### Les mosquées de Gao
Autrefois centre de l'empire Songhay et centre commercial animé, Gao s'enorgueillit d'un riche patrimoine historique dans ses trois agglomérations : Gao Saney, Vieux Gao et Gao. Les fouilles à Gao Saney, le plus ancien établissement à l'est de la ville moderne, a révélé un cimetière royal orné d'épitaphes et de pierres tombales datant de 1104. Le Vieux Gao, construit entre le huitième et le dixième siècle, coexistait avec Gao Saney et faisait partie intégrante du tissu urbain de la ville.
Dans le Vieux Gao, les fouilles,. ont mis au jour deux bâtiments monumentaux datant du début du dixième siècle. L'une de ces structures, que l'on pense être une mosquée, a des dimensions qui indiquent son importance au sein de la communauté. Les dimensions de la mosquée sont d'environ [insérer les dimensions ici] et comprennent des éléments architecturaux caractéristiques de la période. Cette mosquée a probablement joué un rôle central dans la vie religieuse et culturelle du Vieux Gao, servant de lieu de culte et de rassemblement communautaire.
En outre, l'absence de niche de mihrab dans cette mosquée suggère qu'elle a pu être utilisée par les premières communautés musulmanes, peut-être des Ismaéliens ou des Ibadites, ce qui reflète la diversité du paysage religieux de la région à l'époque. Datant de la fin du XIIe au XIVe siècle, la mosquée est l'une des plus anciennes mosquées fouillées en Afrique de l'Ouest à ce jour[Quand ?], et fournit des informations précieuses sur les débuts de la propagation de l'islam dans la région.
En outre, la tombe de la mosquée d'Askia Muhammad, construite entre 1493 et 1538, présente des éléments architecturaux uniques et des dimensions importantes. D'une superficie d'environ 2500 m², cette grande structure se composait de sept travées parallèles au mur de la qibla, avec des arcades reposant sur de larges piliers. La cour de la mosquée, plus grande que la salle couverte, était dotée d'un minaret s'élevant à 12 mètres au centre. Ce minaret distinctif, décoré de torons, était similaire à la mosquée d'Ibn Touloun au Caire, mettant en évidence les influences architecturales qui ont façonné les mosquées de Gao à cette époque.

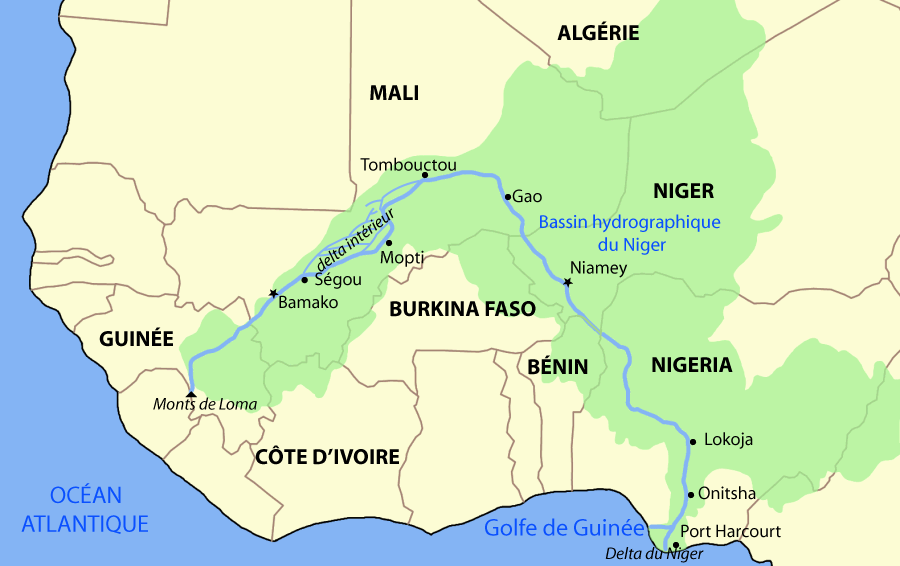
Gao sur le fleuve Niger.
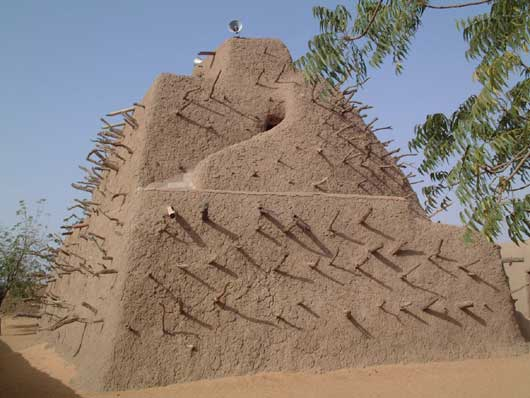
Gao, le tombeau des Askias.
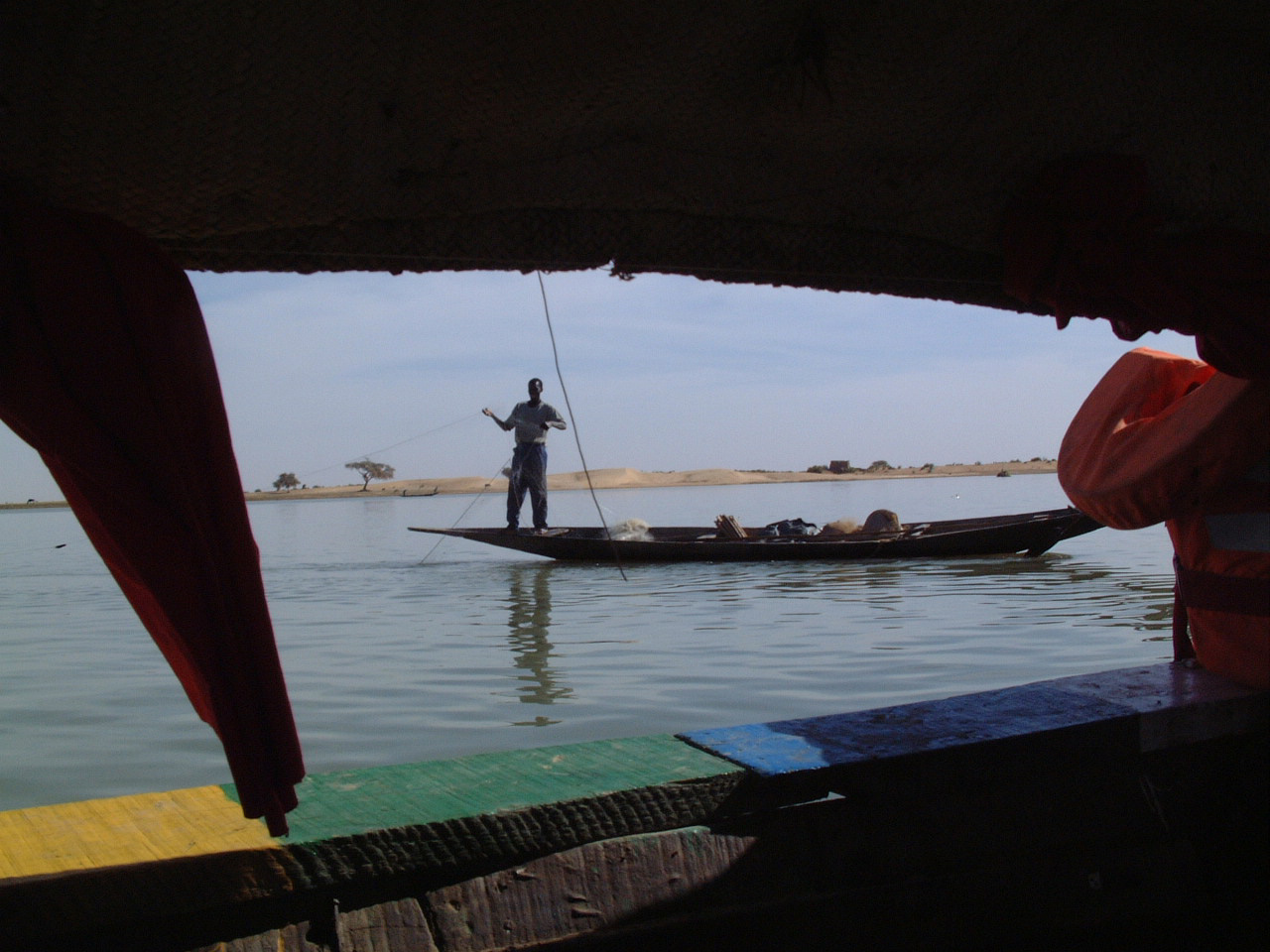
Pêcheur Bozo sur le fleuve Niger près de Gao, au Mali.
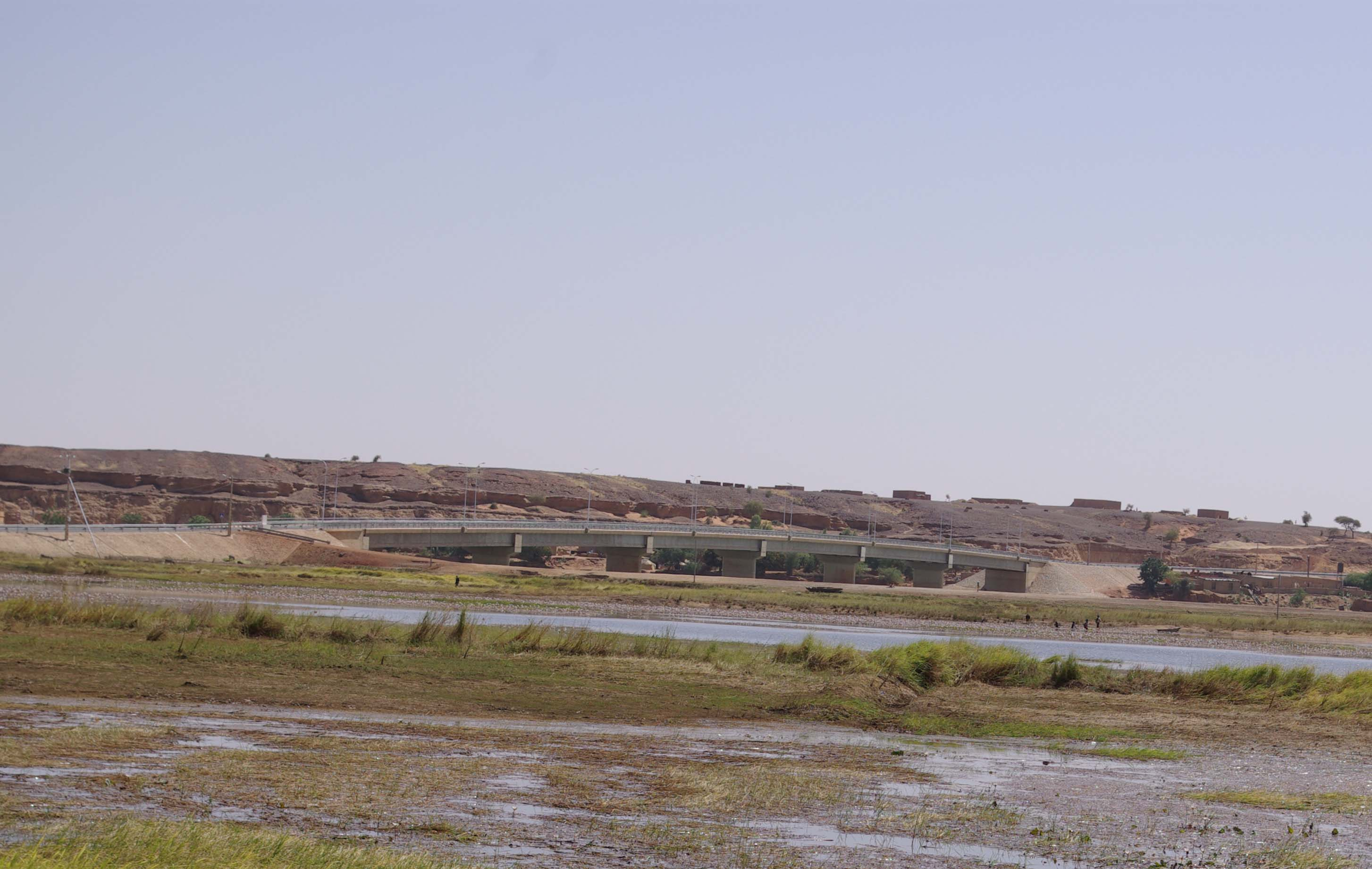
le pont de Wabaria

## Religion
La région de Gao est principalement de confession sunnite malékite.[réf. nécessaire]

## Sports
La ville de Gao est dotée d'un stade nommé stade Kassé Keïta ; il a été rénové pour la coupe d'Afrique des nations de football 2002.

## Personnalités liées à la ville
- Soumeylou Boubèye Maïga (1954-2022), homme d'État malien né à Gao.
- Hamèye Founè Mahalmadane (1957-), homme politique né à Gao.
- Kadidia Sidibé-Aoudou (1944-), militante contre les mutilations génitales, née à Gao
- Baba Salah (1974-), guitariste originaire de Gao.